# Dietmar Hempel
Dietmar Hempel (* 28. September 1953) war Fußballspieler im DDR-Fußballspielbetrieb. Für den 1. FC Magdeburg spielte er kurzzeitig in der Oberliga, der höchsten DDR-Fußballklasse. Er ist 18-facher Junioren-Nationalspieler. 
Hempel hatte seine größten Fußballerfolge im Juniorenfußball. In der Saison 1969/70 wurde er mit der Juniorenmannschaft des 1. FC Magdeburg sowohl Meister als auch DDR-Juniorenpokalsieger. In den Jahren 1971 und 1972 war Hempel Mitglied der DDR-Juniorennationalmannschaft. Mit ihr absolvierte er 18 Länderspiele, in denen er fünf Tore schoss. Nachdem er mit 18 Jahren die Spielberechtigung für den Männerbereich erlangt hatte, wurde er in das Aufgebot der 2. Mannschaft des FCM aufgenommen, die gerade in die zweitklassige DDR-Liga aufgestiegen. 
Am 11. Oktober 1972 wurde Hempel erstmals in der 1. Mannschaft des FCM eingesetzt. Am 4. Spieltag der Saison 1972/73 wurde er in der Begegnung FC Carl Zeiss Jena -1. FCM (1:0) in der 77. Minute für den Rechtsaußenstürmer Hans-Jürgen Hermann eingewechselt. Überwiegend spielte Hempel jedoch in der 2. Mannschaft und kam auch in seinen weiteren vier Oberligaeinsätzen nie über volle 90 Minuten zum Einsatz. 
1977 verließ Hempel den 1. FC Magdeburg und schloss sich für ein Jahr dem DDR-Ligisten Stahl Blankenburg an, der von seinem ehemaligen Mannschaftskameraden Jörg Ohm trainiert wurde. Ein Jahr später wechselte er zum DDR-Liga-Aufsteiger Lok Stendal und stand dort zusammen mit den Ex-Magdeburgern Ludwig Posorski sowie Lothar und Manfred Briebach im Aufgebot. In der Saison 1979/80 stand er bereits nicht mehr im offiziellen Liga-Aufgebot. 
| Alle Oberliga-Einsätze (Ergebnisse aus Sicht des FCM, e = eingewechselt, a = ausgewechselt) | Alle Oberliga-Einsätze (Ergebnisse aus Sicht des FCM, e = eingewechselt, a = ausgewechselt) | Alle Oberliga-Einsätze (Ergebnisse aus Sicht des FCM, e = eingewechselt, a = ausgewechselt) |
| ------------------------------------------------------------------------------------------- | ------------------------------------------------------------------------------------------- | ------------------------------------------------------------------------------------------- |
| 11. Oktober 1972                                                                            | FC Carl Zeiss Jena (A) 0:1                                                                  | 13 min. (e)                                                                                 |
| 22. Februar 1975                                                                            | FC Karl-Marx-Stadt (A) 1:1                                                                  | 30 min. (e)                                                                                 |
| 1. März 1975                                                                                | Sachsenring Zwickau (H) 2:1                                                                 | 13 min. (e)                                                                                 |
| 5. April 1975                                                                               | Hansa Rostock (H) 2:0                                                                       | 58 min. (a)                                                                                 |
| 12. November 1975                                                                           | FC Karl-Marx-Stadt (A) 2:2)                                                                 | 33 min. (e)                                                                                 |